# Eleanor Robson
Eleanor Robson (* 1969) ist eine britische Altorientalistin und Wissenschaftshistorikerin speziell der mesopotamischen Mathematik.
Robson studierte ab 1987 an der University of Warwick und ab 1991 an der Universität Oxford (Wolfson College). 1995/96 war sie Junior Lecturer in Akkadischer Sprache in Oxford (Faculty of Oriental Studies). Ab 2003 war sie Reader an der Universität Cambridge (Abteilung Geschichte und Philosophie der Wissenschaften). Robson war stellvertretende Leiterin des British Institute for the Study of Iraq (der früheren British School of Archeology of Iraq). Sie war ein Quondam Fellow des All Souls College in Oxford. Seit 2013 hat sie eine Professur für Alte Geschichte des Nahen Ostens (engl. middle east) am University College London inne. 2018 wurde sie dort Leiterin der Abteilung Geschichte.
Sie befasst sich vor allem mit dem sozialen und politischen Hintergrund von Wissensproduktion in Mesopotamien vor zwei- bis fünftausend Jahren, mit der Wissenschaftsgeschichte von dessen Erforschung sowohl in Europa, Amerika als auch im mittleren Osten und mit der Allgemeinzugänglichkeit von Wissen über Keilschrifttexte aus Mesopotamien auch für universitäre Forschungsstätten in den Regionen des mittleren Ostens selbst, also dort wo früher die antiken mesopotamischen Hochkulturen waren (z. B. Irak). Dafür beteiligt sie sich am Aufbau von standardisierten Online-Ressourcen und organisiert das Nahrein-Netzwerk der Zusammenarbeit mit Archiven, Museen, Universitäten und kulturellen Institutionen im mittleren Osten.
Sie engagierte sich im Schutz von Kulturgütern im Irak angesichts der massiven Raubgrabungen nach dem Golfkrieg.
Für ihren Aufsatz über Plimpton 322 erhielt Robson den Lester Randolph Ford Award. Für Mathematics in Ancient Iraq: A Social History erhielt sie 2011 den Pfizer Award der History of Science Society. 2022 wurde sie zum Mitglied der British Academy gewählt.

## Schriften
- Mesopotamian Mathematics, 2100–1600 BC. Technical Constants in Bureaucracy and Education (= Oxford Editions of Cuneiform Texts. 14). Clarendon Press, Oxford u. a. 1999, ISBN 0-19-815246-9.
- als Herausgeberin mit Martin Campbell-Kelly, Mary Croarken, Raymond Flood: The History of Mathematical Tables. From Sumer to Spreadsheets. Oxford University Press, Oxford 2003, ISBN 0-19-850841-7.
- mit Jeremy Black, Graham Cunningham, Gábor Zólyomi: The Literature of Ancient Sumer. Oxford University Press, Oxford u. a. 2004, ISBN 0-19-926311-6.
- mit Luke Treadwell, Chris Gosden: Who owns objects? The ethics and politics of collecting cultural artefacts. Proceedings of the first St. Cross-All Souls Seminar Series and Workshop, Oxford, Oktober – Dezember, 2004. Oxbow Books, Oxford 2006, ISBN 1-84217-233-6.
- Mesopotamian Mathematics. In: Victor J. Katz (Hrsg.): Mathematics of Egypt, Mesopotamia, China, India and Islam. A sourcebook. Princeton University Press, Princeton NJ u. a. 2007, ISBN 978-0-691-11485-9, S. 58–186.
- Mathematics in Ancient Iraq. A social history. Princeton University Press, Princeton NJ u. a. 2008, ISBN 978-0-691-09182-2.
- als Herausgeberin mit Jacqueline Stedall: The Oxford Handbook of the History of Mathematics. Oxford University Press, Oxford u. a. 2009, ISBN 978-0-19-921312-2.